# روديو درايف

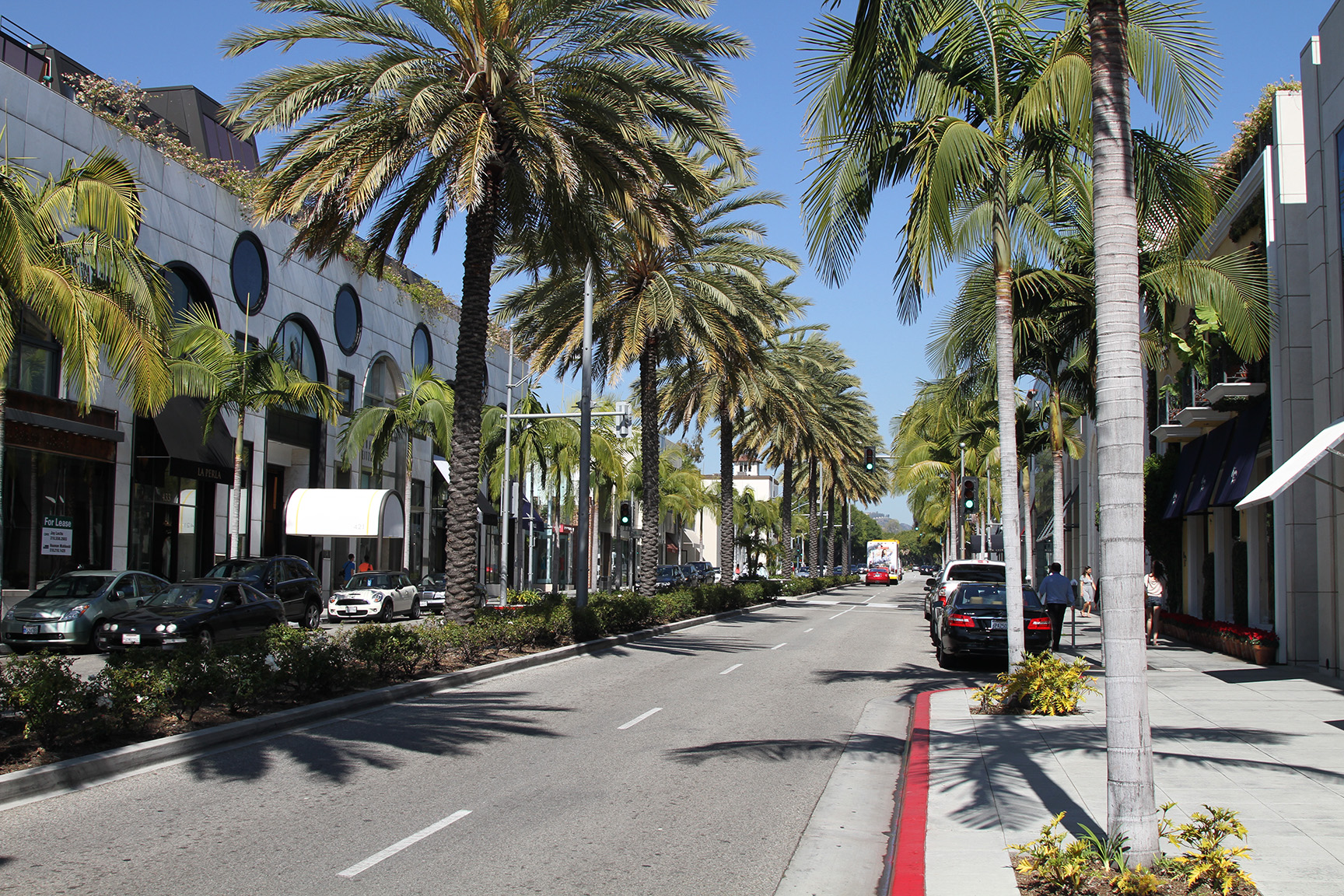
شارع روديو درايف

روديو درايف (بالإنجليزية: Rodeo Drive)‏ (النطق: /roʊˈdeɪoʊ/)واحد من أرقى وأغلى أحياء التسوق في العالم بطول 2 ميل (3.2 كـم)، يقع في بيفيرلي هيلز في ولاية كاليفورنيا مع جزئه الجنوبي في مدينة لوس أنجلوس. تقع نهايته الجنوبية في بيفيرويل درايف، وتقع نهايته الشمالية عند تقاطعه مع صن ست بوليفارد ‏ في بيفرلي هيلز. يستخدم الاسم بشكل مجازي للإشارة إلى امتداد الشارع المكون من ثلاثة شوارع شمال ويلشاير بوليفارد ‏ وجنوب شارع ليتل سانتا مونيكا. يحوي الكثير من المتاجر الراقية والفاخرة.

## النطق
كلمة روديو كمصطلح تشير إلى رياضة رعاة البقر، يمكن نطقها مع الضغط على المقطع الأول (/ˈroʊ.di.oʊ/) أو المقطع الثاني (/roʊˈdeɪ.oʊ/). النطق الأخير هو النطق الاسباني. لكن بالنسبة للشارع في بيفرلي هيلز، يُستخدم النطق الأخير فقط؛ كان يستخدم النطق السابق للإشارة إلى روديو روود في لوس أنجلوس، والذي غُيّر اسمه منذ ذلك الحين إلى شارع أوباما.

## التاريخ

### التاريخ المبكر
في عام 1906، قام بيرتون إي. غرين (1868-1965) ومستثمرون آخرون بشراء العقار الذي صار فيما بعد بيفرلي هيلز، والذي كان يُعرف سابقًا باسم رانشو روديو دي لاس أغواس، وخططوا لتقسيم متعدد الاستخدامات مع فرع من خطوط لوس أنجلوس والباسيفيك للسكك الحديدية بحيث يمتد شمالًا على روديو درايف قبل أن يتجه غربًا إلى صن ست بوليفارد. لقد قاموا بعملية مسح للشوارع في ذلك العام بالذات وبحلول عام 1907، باعوا في مسابقات رعاة البقر قطع أرض للبناء (23 م × 49 م) مقابل 1100 دولار لكل منها. أصبح ممرًا شامخًا في عام 1912، عندما بني فندق بيفرلي هيلز في حقل فول ليما السابق. بحلول تشرين الثاني (نوفمبر) 1925، بيعت قطع مماثلة بمبلغ يتراوح بين 15 ألف و 30 ألف دولار، أي ضعف ما كانوا يبيعونه في سبتمبر.

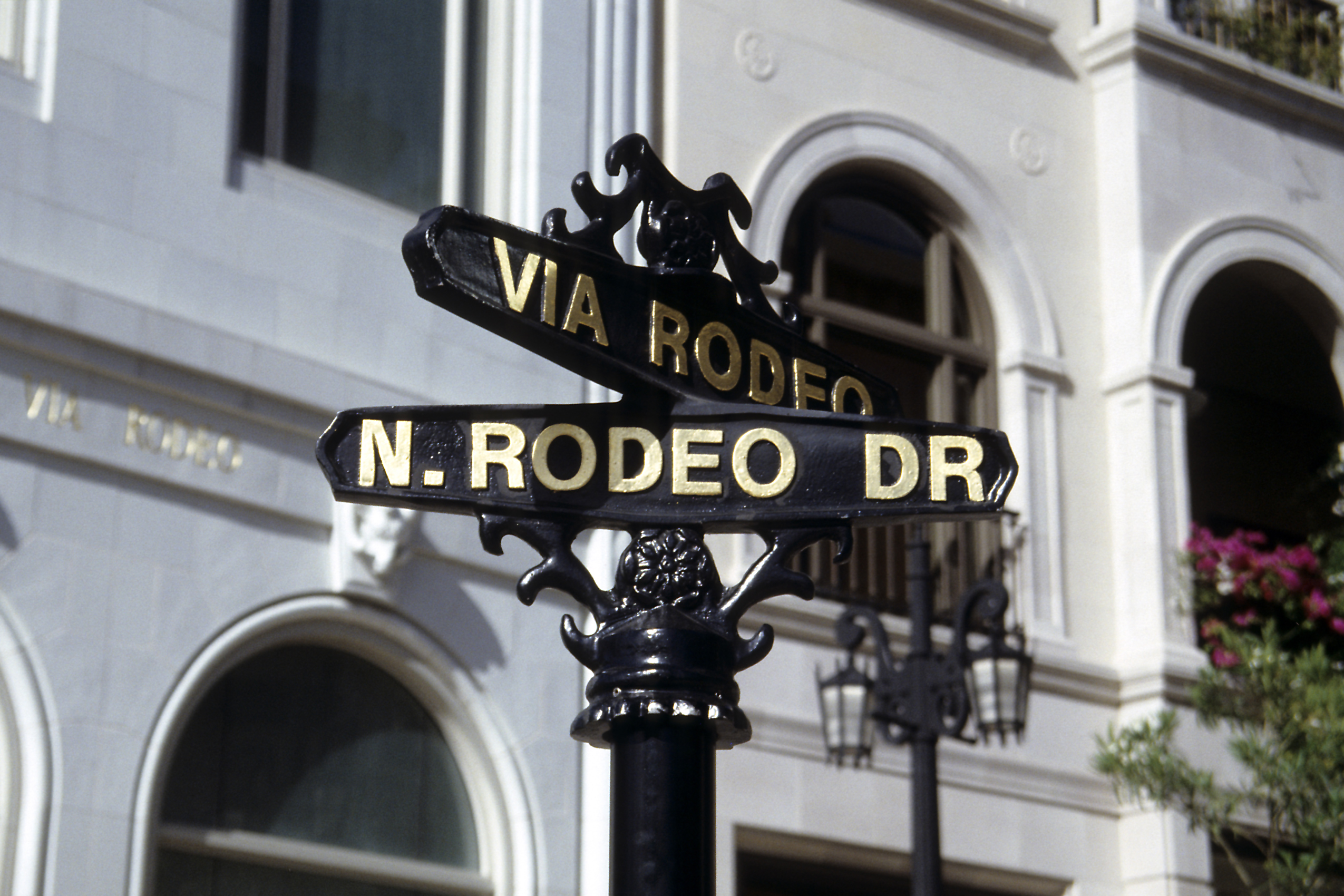
علامة شارع روديو درايف

أصبح الجزء المركزي من روديو في النهاية شارعًا تجاريًا به متاجر الأجهزة ومحطات الوقود ومحلات التجميل والمكتبات. في عام 1958، اشترى المطور العقاري مارفن كراتر 48,000 قدم مربع (4,500 م2) على ناصية شارع روديو وويلشاير بوليفارد من مدينة بيفرلي هيلز. تقع الأرض عبر الشارع ابتداءً من فندق بيفرلي ويلشاير ‏ ودفع كراتر ما يزيد عن 2 مليون دولار مقابل ذلك.
افتتح متجر الرجال كارول وشركاه متجرًا في روديو درايف في عام 1950.

### أصل الانطباع الجديد

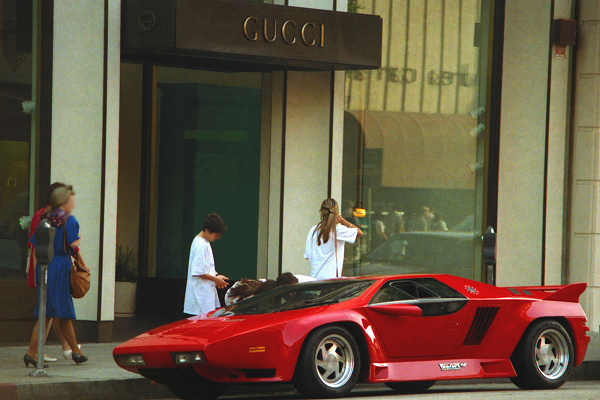
فيكتور دابليو8 متوقفة أمام متجر غوتشي

في عام 1967، افتتح فرد هايمان، «والد روديو درايف»، جورجيو بيفرلي هيلز، أول متجر راقٍ في الشارع. في عام 1968، افتتح ألدو غوتشي متجرًا في روديو، مما حفز العملية التي اتخذ الشارع من خلالها شكله الحالي. افتتح محل فان كليف آند آربيلس عام 1969، تبعه صالون فيدال ساسون عام 1970. افتتح متجر بولو، أول متجر قائم بذاته للعلامة التجارية(1) في عام 1971.
وفقًا للرئيس المشارك السابق لـ «لجنة روديو درايف» ريتشارد كارول، فإن تحول روديو درايف إلى مركز دولي للتسوق الأنيق بدأ في عام 1971 بافتتاح جناح جديد في بيفرلي ويلشاير. في عام 1980، لاحظ كارول أنه قبل ذلك الوقت «لم يكن هناك شيء ذو طبيعة دولية على الإطلاق في الشارع. كان روديو ذو نكهة محليًة بحتة.» في عام 1977، أطلقت لجنة روديو درايف «حملة دعائية تهدف إلى جعل الجميع في كل أنحاء العالم يفكرون في روديو درايف باعتباره شارع التسوق للأثرياء والمشاهير». أراد مركز RDC أن يجعل روديو درايف محركًا اقتصاديًا لبيفرلي هيلز ونشر أيقونة «النمط الثقافي لحياة النخبة».
في عام 1976، افتتح بيجان باكزاد صالة عرض في روديو، مما ساعد على ترسيخ «سمعة روديو درايف كوجهة تسوق فاخرة». وصف باكزاد متجره في روديو درايف بأنه «أغلى متجر في العالم»، ولكن لاحظت جريدة وومينز وير ديلي بأن صاحب هذا الادعاء، «كان معروفًا بالمبالغة». بحلول عام 1978، كانت غرفة تجارة بيفرلي هيلز تفتخر بأن روديو درايف كانت «جوهر أفضل مراكز التسوق في العالم» وبحلول عام 1980 قدرت مدينة بيفرلي هيلز أن منطقة التسوق في روديو درايف تمثل ما يصل إلى 25٪ من عائدات ضريبة المبيعات. صمم المهندس المعماري فرانك لويد رايت المبنى رقم 332 من شارع روديو.

### مركز الموضة الدولي

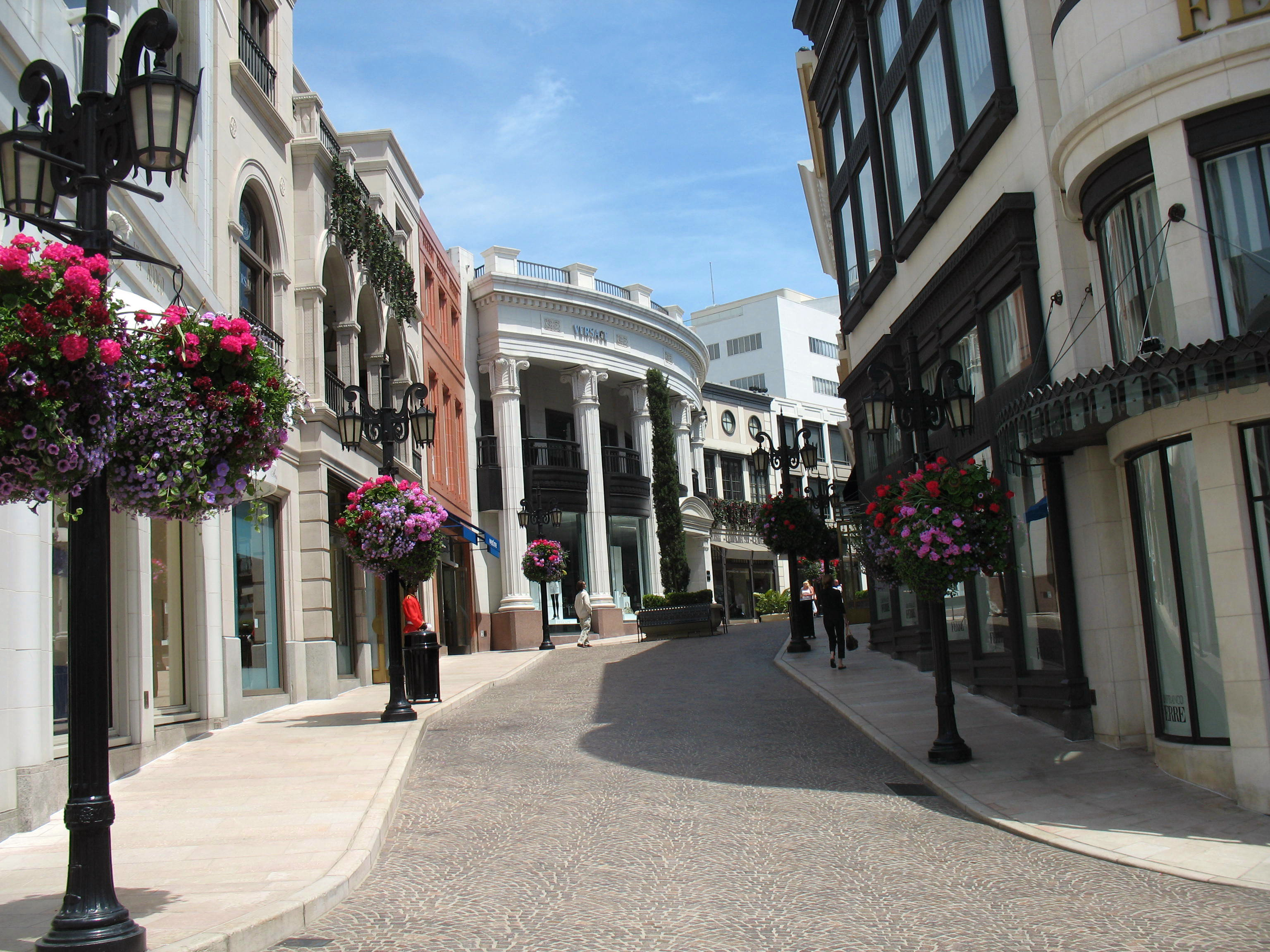
مبانٍ على الطراز الأوروبي في تو روديو درايف.

بحلول عام 1981، احتل قطاع الأزياء الراقية مبنيين ونصف مع حوالي 65 متجرًا.
افتتح «مجموعة روديو»، وهو مركز تسوق مُكوّن من 45 متجرًا على مساحة 70,000 قدم مربع (6,500 م2) في عام 1983. يبلغ ارتفاع المبنى أربعة طوابق فقط ويشمل ذلك طابقًا أسفل مستوى الشارع من أجل تلبية قوانين البناء المحلية. أُجرت مساحة التجزئة في البداية بمبلغ يصل إلى 120 دولارًا للقدم المربع، والتي، وفقًا لمسؤول تنفيذي في شركة العقارات التجارية جوليان ج.ستدلي (Julien J. Studley)، كانت «الأعلى سعرًا لأي نوع من المساحات في منطقة لوس أنجلوس».
في أوائل التسعينيات، احتل روديو درايف المرتبة الرابعة من بين أكثر الوجهات زيارةً في منطقة لوس أنجلوس (بعد ديزني لاند، ونوتس بيري فارم، ويونيفرسال ستوديوز).
بُني مركز تسوق تو روديو درايف، وهو مركز تسوق خارجي آخر، في عام 1990. كان يضم في البداية محلات كريستيان ديور وفالنتينو [الإنجليزية] باللإضافة إلى متاجر أخرى، باع المطور الأصلي، دوغلاس ستيتزل، العقار بحوالي 200 مليون دولار بعد اكتماله مباشرة. اشترت مجموعتان يابانيتان، شركة كوا ريال إستيت كاليفورنيا (Kowa Real Estate California Inc.) وشركة سوجو (USA Sogo Inc)، 40٪ من تو روديو درايف.
تضرر مركز تسوق تو روديو درايف بشدة من الركود الاقتصادي في أوائل التسعينيات، حيث انخفضت معدلات الإشغال إلى 60٪. افتتحت متاجر العلامات التجارية في السوق الوسطى مثل جيس وبانانا ريبابلك في روديو درايف. اشترت العلامات التجارية العديد من المتاجر ذات الامتياز التي تمثلها (بولو رالف لورين، جياني فيرساتشي، هوغو بوس).
باع مشترو تو روديو درايف المركز بخسارة تقارب 70 مليون دولار في عام 2000. بحلول عام 2007، كان العقار مستقرًا من الناحية المالية مرة أخرى وبيع لمجموعة من المستثمرين الأيرلنديين مقابل 275 مليون دولار. إنه يشبه «الزقاق الأوروبي الزائف للتسوق» ويتميز بشارع مرصوف بالحصى. زعم بعض المهندسين المعماريين أن تو روديو درايف مشابه لـ«متنزه على طريقة ديزني لاند».

### ووك أوف ستايل

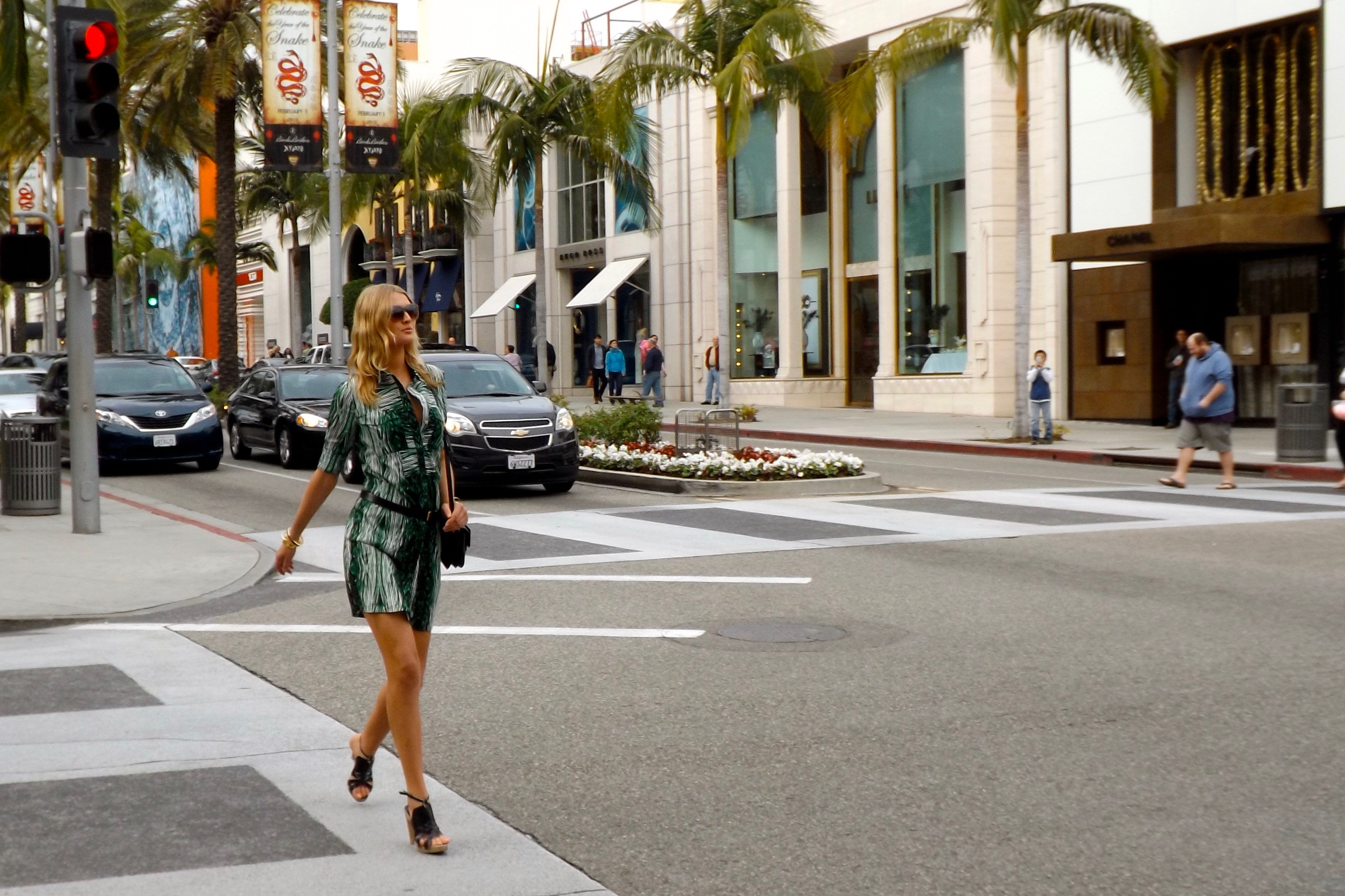
عارضة أزياء تعبر برايتون واي في روديو درايف خلال جلسة تصوير، 2013.

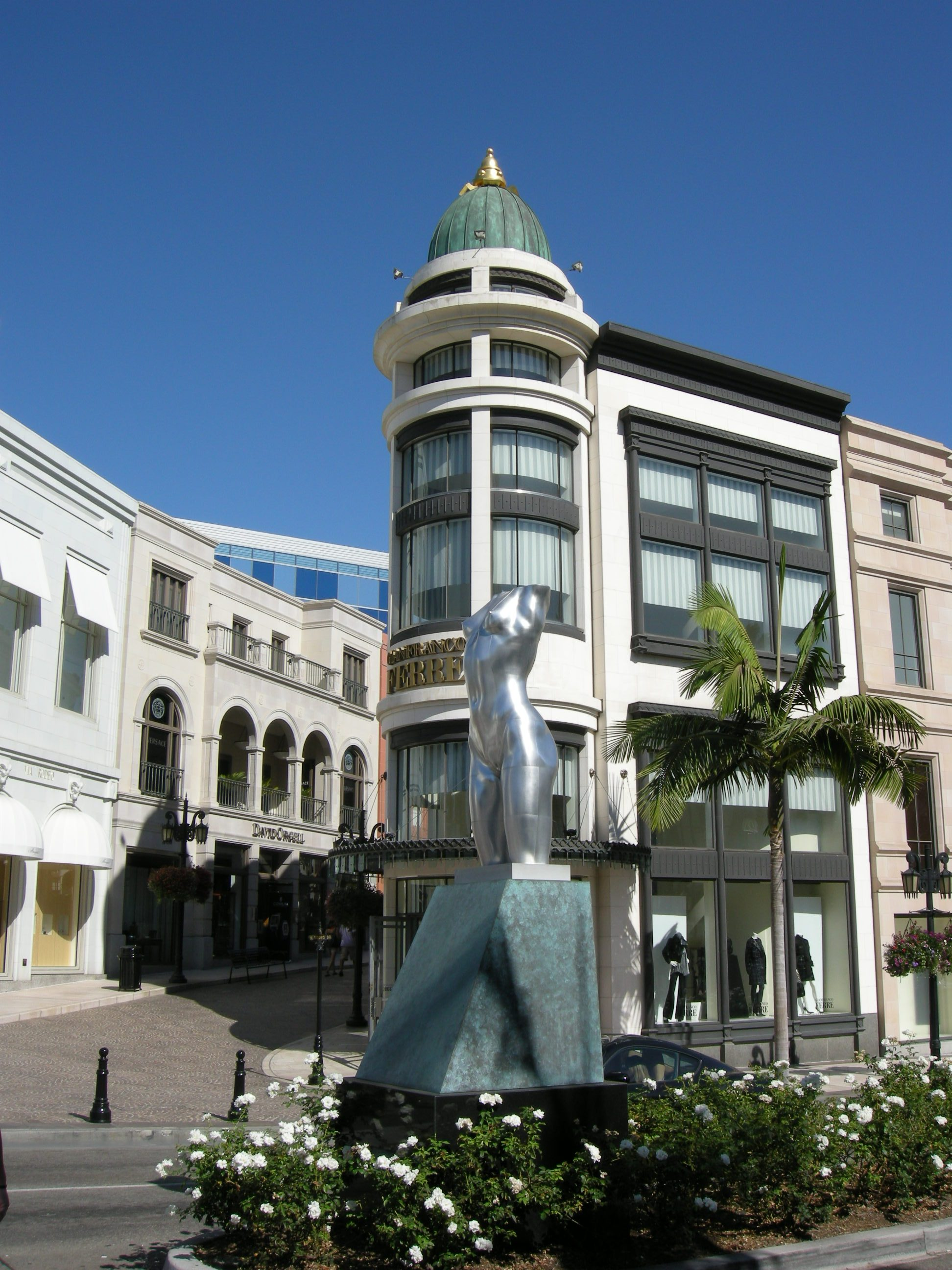
منحوتة "الجذع" ظهرت في روديو درايف

في عام 2003، مُنح روديو درايف 18 مليون دولار لتجديد الشوارع، وإضافة ممرات المشاة. وأزيلت أشجار التين التي كانت تحيط بالشارع واستبدلت بأشجار النخيل. في سبتمبر من نفس العام، طورت لجنة روديو درايف روديو درايف ووك أوف ستايل [الإنجليزية]. يتميز ووك أوف ستايل (The Walk of Style) بلوحات موضوعة في الأرصفة على طول روديو درايف. تُكرم أيقونات الموضة بالحصول على الجائزة لعملهم في الأسلوب والموضة. يوجد عند تقاطع روديو درايف ودايتون واي يوجد تمثال عاري مهيب بعنوان «الجذع». أنشأ النحات الشهير روبرت غراهام هذا التمثال الشهير وهو رمز لممر روديو درايف ووك أوف ستايل. الحاصلون على جائزة روديو درايف ووك أوف ستايل يحصلون على ماكيت «تورسو» صممه أيضًا الفنان بوب جراهام.
وفيما يلي الحاصلون على جائزة روديو درايف ووك أوف ستايل (2003–2014)
- 2003 – جورجو أرماني[38]
- 2004 – توم فورد[39]
- 2005 – هيرب ريتس  [لغات أخرى]‏ (بعد وفاته)[40] و ماريو تستينو  [لغات أخرى]‏[41]
- 2006 – جيمس أشيسون، ميلينا كانونيرو وإديث هيد[42]
- 2006 – سالفاتوري فيراغامو[43]
- 2007 – جياني (بعد وفاته) ودوناتيلا فيرساتشي [44]
- 2007 – جيمس غالانوس  [لغات أخرى]‏[45]
- 2008 – مانولو بلانيك[46]
- 2009 – فالنتينو غارافاني[47]
- 2009 – كارتييه وغريس كيلي (بعد وفاتها) أميرة موناكو[48]
- 2011 – فرد هايمان[49]
- 2011 – إيمان وميسوني[50]
- 2012 – ديانا فريلاند (بعد وفاتها)[51] وبولغاري[52]
- 2014 – كاثرين مارتن[53]

افتتحت شركة الأزياء الفرنسية لانفين (Lanvin) متجرًا في روديو درايف في عام 2011.

### أحداث 2020
في مايو 2020، تعرضت العديد من الأعمال التجارية الشهيرة في روديو درايف للتلف والنهب بعد مقتل جورج فلويد. وافادت الانباء ان العديد من النوافذ تحطمت كما تعرض العديد من المبانى المنهوبة للتخريب بالطلاء.

## الفعاليات
- روديو درايف كونكور دي إليغانس [الإنجليزية] (Concours d'Elegance): يقام سنويًا بمناسبة يوم الأب في روديو درايف لعرض بعض من أغلى السيارات في العالم.[56]
- ليلة الموضة (Fashion's Night Out): أُنشأت في عام 2009 في مدينة نيويورك على أمل تعزيز الاقتصاد خلال فترة الركود. وكان هدفها «الاحتفال بالموضة، واستعادة ثقة المستهلك وتعزيز اقتصاد الصناعة». في عام 2012، تبنت الحدث 500 مدينة في جميع أنحاء الولايات المتحدة (بما في ذلك لوس أنجلوس)، بالإضافة إلى 30 مدينة حول العالم. يقام سنويًا في سبتمبر في نفس الليلة في جميع أنحاء العالم.[57] يتميز الكرنفال بدولاب هواء يبلغ ارتفاعه 60 قدمًا ومناطق جذب أخرى على ثلاث كتل من حي الأعمال روديو درايف.[58]
- مهرجان روديو درايف للساعات والمجوهرات.[59][60][61]

## شخصيات ملحوظة
- الزوجان ويليام بويد وإلينور فير، ممثلان.[62]
- نيكول براون أو جيه سيمبسون، التقيا لأول مرة في ملهى جاك هانسون في روديو درايف، ديزي، عندما كانت براون تعمل هناك نادلةً.[63]
- تود براوننج، ممثل ومخرج وكاتب سيناريو (ركن روديو درايف وكانيون درايف)[64]
- رالف فوربس، ممثل أفلام (606 روديو درايف)[65]

## في الثقافة الشعبية
- في فيلم امرأة جميلة عام 1990، تخطو العاهرة الشابة فيفيان وارد (جوليا روبرتس) في متجر روديو درايف حيث يتجاهلها موظفو المبيعات.[31]

## الهوامش
- 1: (كان هذا أول متجر قائم بذاته لمصمم أمريكي)،[66]